# 石川祐希
石川祐希（日语：／ Yūki Ishikawa，1995年12月11日—）是日本男子排球運動員，2014年加入日本國家男子排球隊，2024年開始效力於義大利的排球俱樂部佩魯賈排球。
因在賽場上表現優異，為亞洲男子排球選手第一人，獲讚「東亞最強排球傳奇」的美譽，自2020年起擔任日本國家男子排球隊的隊長。2017年4月，石川祐希成為首位有蠟像的日本排球選手，目前展出於杜莎夫人蠟像館東京館。

## 職業生涯
石川祐希小時候在姐姐的影響下對排球產生了興趣，並在小學四年級時進入矢作小學的球隊開始打球。在國三那年，與矢作中學的球隊一同贏得了全中會 的銅牌。並被選為愛知縣排球選拔隊的一員，最終奪得全國國中錦標賽 的銀牌。
就讀星城高中時，更是與隊友們成為史上第一支連續兩年，取得日本高中一年一度三大排球賽事，IH、全國體育大會、春高冠軍的隊伍。總勝場高達99場，獲得「三冠王」的稱號。石川更是兩度獲得IH的「最佳陣容獎」、「優秀選手獎」及春高的「優秀選手獎」及「最佳選手獎」等個人獎項。
2012年，石川首次入選日本U19國家男子排球隊，日本隊在伊朗舉行的2012年亞洲青年男子排球錦標賽上獲得金牌，石川於該場賽事獲得“最佳主攻手”的獎項。
2013年，石川作為國家隊代表參加了世界青少年男子排球錦標賽，日本隊獲得第 17 名。同年他繼續參加世界青年男子排球錦標賽，日本隊獲得第 10 名。
2014年，石川再次被國家隊徵召，在仁川亞運。日本隊以1-3的比分負于伊朗隊後獲得銀牌，石川一戰成名。
同年10月，參與了 亞洲U20青年排球錦標賽 ，並帶領球隊獲得第 5 名的成績。
2014-15年期間，大學一年級的石川以交換學生的名義遠赴義大利，在當時在義大利頂尖職業球隊摩德納排球進行為期三個月的排球留學，寫下日本史上最年輕旅義球員的紀錄。
2015-16年期間，石川返回日本並與中央大學的隊友們一起奪下了全日校際排球錦標賽的冠軍，是自石川入學來第三次奪冠。
2016年，石川再次遠赴義大利，加盟拉蒂納頂級排球。 但名義上他仍然為中央大學法學部效力，並參與日本大學校際間的比賽。
2017年，日本隊在世界聯賽及亞俱盃獲得亞軍，並在亞錦賽獲得冠軍，石川獲得“最佳主攻手”及“最有價值球員”的獎項。
2018年至中央大學法學部畢業後，石川與意大利球隊Emma Villas Siena簽下了自己的第一份職業合約，並在下一個賽季轉會至 Kioene Padova。
2019年的世界盃排球賽日本隊拿下第四名，創下日本28年來最佳紀錄，石川更榮登賽會最佳主攻手。
2020年的賽季轉會至米蘭力量排球，合約效力至 2021-22 賽季。12月9日，石川與多位聯賽球員確診新冠肺炎，29日宣布康復並復出。
2021年，石川獲選為日本男排國家隊隊長，出戰東京奧運。並帶領日本隊睽違29年闖進八強賽，在八強賽以0-3敗給了當時世界排名第一的巴西。
2022年獲續任為日本男排國家隊隊長，將帶領國家隊參加該年度的男子排球國家聯賽及後續的國家級比賽。5月26日，米蘭力量排球官方宣布石川續約至2022-23賽季，這是他連續第三年在米蘭力量排球效力。
2024年5月14日，石川加盟義大利排球聯賽的另一支球隊佩魯賈排球，與該球隊簽定兩年合約。佩魯賈排球官方亦發布石川在球隊的背號為14號。

## 經歷
粗體為擔任隊長時期
- 全日本青年代表隊
- 日本代表：2014年至今
  - 奧林匹克運動會：2021年（東京2020）、2024年 巴黎
  - 世界男子排球錦標賽：2018年、2022年
  - 世界盃排球賽：2015年、2019年
  - 世界排球聯賽：2015年、2016年、2017年
  - 男子排球國家聯賽：2021年、2022年、2023年、2024年
  - 世界大冠軍盃排球賽：2017年
  - 亞洲男子排球錦標賽：2017年、2019年、2021年、2023年

## 體育成就

### 國家隊
日本
- 2012年亞洲青少年男子排球錦標賽 -  季軍
- 2014年亞洲運動會 -  亞軍
- 2015 Hubert Jerzy Wagner排球友誼賽 -  亞軍
- 2016年亞洲盃男子排球錦標賽 -  季軍
- 2017年亞洲男子排球錦標賽 -  冠軍
- 2019年亞洲男子排球錦標賽 -  季軍
- 2021年亞洲男子排球錦標賽 -  亞軍
- 2023年男子排球國家聯賽 -  季軍
- 2023年亞洲男子排球錦標賽 -  冠軍
- 2024年男子排球國家聯賽 -  亞軍

### 個人
- 2012年亞洲青少年男子排球錦標賽 - 最佳得分手
- 2015 Hubert Jerzy Wagner紀念賽 - 最佳接發員
- 2015年世界盃男子排球賽 - 最佳主攻手
- 2016第一屆奧運世界資格賽- 最佳主攻手
- 2017年亞洲男子排球錦標賽–最有價值球員（MVP）
- 2017年亞洲男子排球錦標賽–最佳主攻手
- 2018中央大學第35屆學員體育會賞–特別賞
- 2019年亞洲男子排球錦標賽–最佳主攻手
- 2019年世界盃男子排球賽–最佳主攻手
- 2021年亞洲男子排球錦標賽–最佳主攻手
- 2023年男子排球國家聯賽–最佳主攻手
- 2023年亞洲男子排球錦標賽–最有價值球員（MVP）
- 2024年男子排球國家聯賽–最佳主攻手

#### 職業賽季獎
- 2017–2018 義大利排球聯賽 (季後賽第5名–第二天第8場決賽) – 最有價值選手
- 2017–2018 義大利排球聯賽 (季後賽第5名–八強賽第一天) – 最有價值選手
- 2017–2018 義大利排球聯賽 (季後賽第5名–準決賽第一天) – 最有價值選手
- 2019–2020 義大利排球聯賽 (常規賽–第七天第1回合) – 最有價值選手
- 2019–2020 義大利排球聯賽 (常規賽–第八天第1回合) – 最有價值選手
- 2019–2020 義大利排球聯賽 (常規賽–第十天第1回合) – 最有價值選手
- 2020–2021 義大利排球聯賽 (義大利盃–A組–第一天第8場決賽) – 最有價值選手
- 2020–2021 義大利排球聯賽 (常規賽–第二天第1回合) – 最有價值選手
- 2020–2021 義大利排球聯賽 (常規賽–第四天第1回合) – 最有價值選手
- 2020–2021 義大利排球聯賽 (常規賽–第九天第1回合) – 最有價值選手
- 2020–2021 義大利排球聯賽 (季後賽第5名–Group–第四天第1回合) – 最有價值選手
- 2020–2021 義大利排球聯賽 (季後賽第5名–Group–第七天第1回合) – 最有價值選手

#### 頭銜讚譽
- 2019 2019年男子排球國家聯賽 (預選賽) – 第二位最佳主攻手
- 2020–2021 CEV挑戰盃 – 決賽最佳五球

### 團體

#### 國中
- 2010全日本中學排球錦標賽 季軍
- 2010全國縣級國中排球錦標賽（JOC少年奧林匹克盃） 亞軍

#### 高中
- 2011 全國高等學校綜合體育大會排球錦標賽  季軍
- 2012 全國高等學校綜合體育大會排球錦標賽  冠軍
- 2012 國民體育大會排球賽  冠軍
- 2013 校友會活動鼓勵獎[19]
- 2013 全日本排球高等学校选手权大会  冠軍
- 2013 豐明市運動賞[20]
- 2013 全國高等學校綜合體育大會排球錦標賽  冠軍
- 2013 國民體育大會排球賽  冠軍
- 2014 校友會活動鼓勵獎[21]
- 2014 全日本排球高等学校选手权大会  冠軍
- 2014 豐明市運動賞[22]

#### 大學
- 2014 春季日本大學排球聯賽  冠軍
- 2014 全日本大學排球男女錦標賽  冠軍
- 2015 第61回學員體育會賞【優秀團體賞】[23]
- 2015 第32回學員會會長賞【運動領域個人賞】[24]
- 2015 春季日本大學排球聯賽  冠軍
- 2015 秋季日本大學排球聯賽  冠軍
- 2015 全日本大學排球男女錦標賽  冠軍
- 2016 第29回涉谷健一獎勵賞【體育領域】[25]
- 2016 第62回學員體育會賞【優秀團體賞】[26]
- 2016 第33回學員會會長賞【運動領域個人賞】[27]
- 2016 春季日本大學排球聯賽  季軍–因國家隊訓練並未全程參與
- 2016 東日本大學排球錦標賽  季軍–因國家隊訓練並未全程參與
- 2016 秋季日本大學排球聯賽  冠軍
- 2016 全日本大學排球男女錦標賽  冠軍
- 2017 第63回學員體育會賞【優秀團體賞】[28]
- 2017 第33回學員會會長賞【運動領域團體賞】[29]
- 2017 春季日本大學排球聯賽  亞軍
- 2017 東日本大學排球錦標賽  冠軍–因國家隊訓練並未全程參與
- 2017 全日本大學排球男女錦標賽  季軍
- 2018 第64回學員體育會賞【努力團體賞】[30]

#### 義大利聯賽
- 2014–2015 義大利盃 冠軍，所屬隊摩德納排球 –作為替補上場，得1分
- 2014–2015 義大利Serie A1聯賽（英语：2014–15 Men's Volleyball Serie A1） 亞軍，所屬隊Parmareggio Modena–作為替補上場，得28分
- 2020–2021 CEV挑戰盃 冠軍，所屬隊米蘭力量排球

### 其他
- anan AWARD 2023 運動員部門 [31]

## 所屬球隊
- 岡崎市立矢作南小學校
- 岡崎市立矢作中學校
- 2011-2014年： 星城高等學校
- 2014-2018年： 中央大學
- 2014-2015年： 摩德納排球[32]
- 2016-2017年： 拉蒂納頂級排球
- 2018-2019年： Emma Villas Siena（英语：Emma Villas Siena）
- 2019-2020年： Kioene Padova（英语：Pallavolo Padova）
- 2020-2024年： 米蘭力量排球
- 2024-2026年： 佩魯賈排球

## 個人生活
- 石川國小時與母親一起參觀姊姊的排球隊練習，遊戲時無意間打出扣球，受到教練賞識開始其排球生涯。
- 是日本排球選手西田有志與高橋藍所崇拜的選手之一，兩位均受其影響而開啟職業旅外生涯。
- 他的妹妹石川真佑亦是國家隊排球選手，目前效力於義大利女子甲組排球聯賽的諾瓦拉女排俱樂部。

## 商業價值
- 石川自2018年起與日本運動品牌迪桑特(DESCENTE)、明治企業的胺基酸品牌「VAAM」簽訂贊助合約。[33][34]
- 安聯米蘭總裁Lucio Fusaro於2022年1月時透露，儘管因疫情無法親自前往義大利觀看比賽，部分日本和泰國的石川選手的粉絲依舊購買60張季票以示對球隊的支持。[35]
- 2022年入選日本奧委會公布的Team Japan十三位象徵運動員之一，十足展現讓民眾憧憬的影響力。[36]

## 參與演出
MV
- 色情塗鴉樂團：「キング&クイーン／Montage」（2017年）[37]

電視節目
- TBS「情熱大陸」（2022年4月24日）[38]
- TBS「THE TIME」(2022年5月18日) [39]

雜誌/影像拍攝
- anan雜誌「2023年9月號」增刊封面人物，與高橋藍

## 外部連結
- 石川祐希的Instagram帳戶
- 石川祐希的X（前Twitter）

（页面存档备份，存于）
- 義大利排球聯賽網站 （页面存档备份，存于）

| 獎項                                      | 獎項 | 獎項                            |
| ----------------------------------------- | --- | ------------------------------- |
| 前任： Anup D'Costa                       | 亞洲青少年排球錦標賽 最佳得分球員 2012                                                                                                | 繼任： –                        |
| 前任： Aleksey Spiridonov                 | Memorial of Hubert Jerzy Wagner 最佳接發球員 2015                                                                                     | 繼任： –                        |
| 前任： –                                  | 世界盃 最佳主攻手 2015 與 奥斯马尼·胡安托雷纳共同獲獎 2019 與 威爾弗雷多·萊昂共同獲獎                                                 | 繼任： 現任                     |
| 前任： 清水邦廣(2015) 萨比尔·卡齐米(2021) | 亞洲男子排球錦標賽 最有價值球員 2017 2023                                                                                             | 繼任： 托馬斯·埃德加(2019) 現任 |
| 前任： Purya Fayazi Hamzeh Zarini         | 亞洲男子排球錦標賽 最佳主攻手 2017 (與 Vitaliy Vorivodin共同獲獎) 2019 (與 Samuel Walker共同獲獎) 2021 (與 米拉德·埃巴迪布爾共同獲獎) | 繼任： 高橋藍 Raimi Wadidie     |
| 前任： 埃爾文·恩加佩斯 崔佛·克里夫諾      | 男子排球國家聯賽 最佳主攻手 2023 與 亞歷山大·斯里夫卡共同獲獎 2024 與 托馬什·福納爾共同獲獎                                           | 繼任： 現任                     |